# Micrempis mexicana
Micrempis mexicana är en tvåvingeart som beskrevs av Chillcott 1983. Micrempis mexicana ingår i släktet Micrempis och familjen puckeldansflugor. Inga underarter finns listade i Catalogue of Life.